# Конотопский завод строительных материалов
Конотопский завод строительных материалов (укр. Конотопський завод будівельних матеріалів) — промышленное предприятие в городе Конотоп Сумской области Украины.

## История
В 1913 году в городе Конотоп Черниговской губернии Российской империи был построен кирпичный завод.
В ходе гражданской войны в 1917 - 1919 годы власть в Конотопе несколько раз менялась, но после восстановления 25 ноября 1919 года в городе Советской власти началось восстановление предприятий города и завод возобновил работу.
В ходе индустриализации СССР предприятие было реконструировано и его производственные мощности были увеличены. В 1935 году Конотопский кирпичный завод произвёл методом сухого прессования 5 млн. шт. кирпичей (в десять раз больше, чем в 1913 году), а в 1940 году - 20 млн. шт. кирпичей.
В ходе Великой Отечественной войны с сентября 1941 года до 6 сентября 1943 года Конотоп был оккупирован немецкими войсками. При отступлении гитлеровцы взорвали все промышленные предприятия (в том числе, кирпичный завод), однако восстановление предприятия началось вскоре после освобождения города.
В связи с расширением ассортимента выпускаемой продукции кирпичный завод получил новое наименование: Конотопский завод строительных материалов.
В целом, в советское время завод входил в состав производственного объединения "Сумыстройматериалы" и являлся одним из ведущих предприятий города.
После провозглашения независимости Украины, 13 октября 1992 года завод строительных материалов был передан в коммунальную собственность Сумской области, а затем - в ведение государственной акционерной компании "Укрресурсы" и был преобразован в открытое акционерное общество. В мае 1995 года Кабинет министров Украины утвердил решение о приватизации завода.
В условиях экономического кризиса и сокращения объемов строительства в 1990е годы объемы производства предприятия сократились, а глиняный карьер на окраине Конотопа (который являлся источником сырья для завода в советское время) прекратили разрабатывать и он был заброшен.
В октябре 2013 года на сессии областного совета Сумской области было объявлено, что на территории Сумской области находится 103 месторождения глины (общие разведанные запасы которых оценивались 106,6 млн. м³ глины, пригодной для изготовления кирпичей и черепицы), из которых в эксплуатации находились только 12, что обеспечивает возможности увеличения производства стройматериалов. В то же время, было отмечено, что добыча сырья проходит без уведомления государственных органов.